# 김창흡

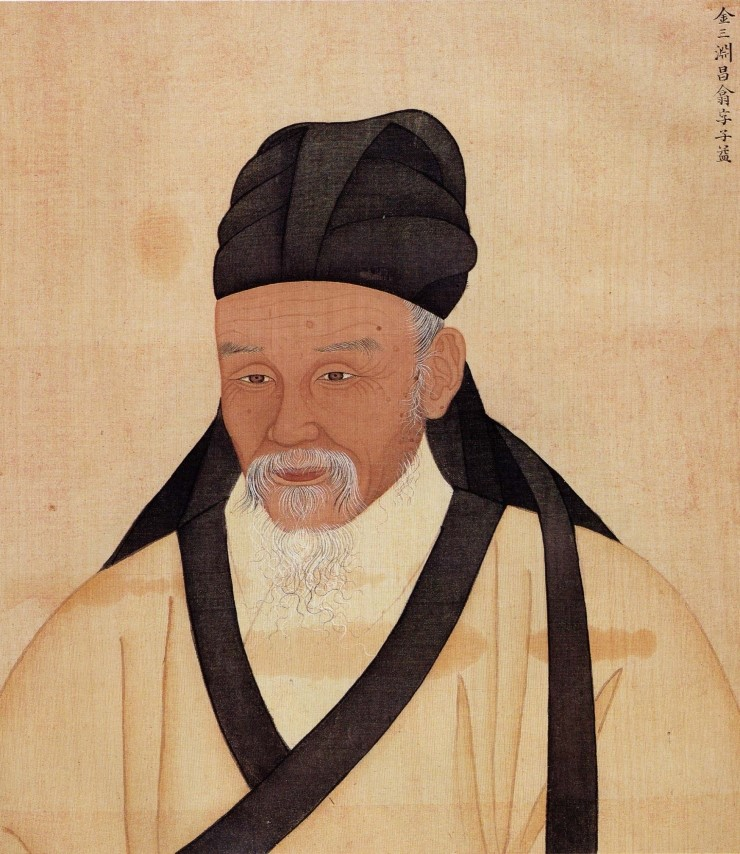
김창흡

김창흡(金昌翕, 1653년 ~ 1722년)은 조선 후기의 문신으로 학자이며 시인이다. 본관은 안동(安東). 자는 자익(子益), 호는 삼연(三淵). 시호는 문강(文康). 서울 출신으로 좌의정 김상헌의 증손이며 영의정 김수항의 셋째 아들이다. 또한 영의정 김창집, 예조판서 지돈녕부사 김창협의 동생이며, 순조때 우의정을 지낸 김달순의 고조부이다. 조선후기 노론을 대표하는 가문으로서 이이(李珥)·송시열(宋時烈)의 학맥을 계승 하였으며, 형 김창협과 함께 성리학과 문장으로 널리 이름을 떨쳤다. 이기설에서는 이황(李滉)의 주리설과 이이(李珥)의 주기설을 절충한 형 김창협과 같은경향을 띠었다.
과거에는 관심이 없었으나 부모의 명으로 응시하여 1673년(현종 14) 진사시에 합격한 뒤로는 과거를 보지 않았다. 백악(白岳) 기슭에 낙송루(洛誦樓)를 짓고 동지들과 글을 읽으며 산수를 즐겼다. 1681년 우의정 김석주(金錫胄)의 추천으로 장락원 주부(主簿)에 임명되었으나 벼슬에 뜻이 없어 나가지 않았고, 1689년 기사환국 때 아버지 김수항이 유배지 진도에서 사사(賜死)되자 경기 포천에 은거했다.〈장자〉와 사마천의 〈사기〉를 좋아하고 도(道)를 행하는 데 힘썼으며, 부친상을 당한 뒤에는 불전(佛典)을 탐독하며 슬픔을 잊으려 하였다. 그 뒤 주자의 글을 읽고 깨달은 바가 있어 유학에 전념하였다.
1696년 영의정 최석정(崔錫鼎)의 추천으로 서연관(書筵官)에 선발되고, 1703년 종부시 주부(主簿), 1705년 세자익위사(世子翊衛司) 익위(翊衛), 1715년 사헌부 지평(持平), 1719 사헌부 장령(掌令), 1721년 사헌부 집의(執義), 1721년 9월 영조가 세제로 책봉되자 세제시강원(世弟侍講院) 진선(進善)에 임명되었으나 나가지 않았다. 신임사화(1721년 신축년~1722년 임인년)로 맏형 김창집이 거제도에 위리안치되었다가 성주 요도에서 사약을 받고 죽자, 그도 지병이 악화되어 죽었다. 이조판서에 추증되었으며 양주의 석실서원(石室書院), 양근(楊根)의 미원서원(迷源書院), 덕원의 충곡사(忠谷祠), 울진의 신계사(新溪祠), 양구의 서암사(書巖祠), 강릉의 호해정영당(湖海亭影堂), 포천의 요산영당(堯山影堂), 한성의 독충당(篤忠堂) 등에 제향되었다. 정관재(靜觀齋) 이단상(李端相)의 문인으로 저서로 〈삼연집(三淵集)〉〈심양일기(瀋陽日記)〉 등이 있고, 문학작품으로〈낙치설(落齒說)〉〈목멱송림(木覓松林)〉〈오대산기(五臺山記)〉 392수의 연작시〈갈역잡영(葛驛雜詠)〉등이 있다.

## 가족 관계
- (6대조) 시강원문학 평양서윤 증이조판서 김번(金璠)
- (5대조) 신천군수 증좌찬성 김생해(金生海) ..성종의 아들 경명군 이침의 사위
- (고조부) 돈녕부도정 동지돈녕부사 증영의정 사미옹 김극효(金克孝) ..좌의정 임당 정유길(鄭惟吉)의사위
- (증조부) 좌의정 증영의정 청음 김상헌(金尙憲)
- (할아버지) 동지중추부사 증영의정 운수거사 김광찬(金光燦)
  - (아버지) 영의정 문곡 김수항(金壽恒)
  - (어머니) 안정 나씨, 나성두(羅星斗)의 딸
    - (형) 영의정 몽와 김창집(金昌集)
    - (형) 성균관대사성 예조판서 농암 김창협(金昌協)
    - (본인) 사헌부집의 증이조판서 삼연 김창흡(金昌翕)
    - (동생) 문인화가 증이조참의 노가재 김창업(金昌業)
    - (동생) 예빈시주부 증이조판서 포음 김창즙(金昌楫)
      - (아들) 사도시첨정 증이조판서 김양겸(金養謙)
        - (손자) 가평군수 증좌찬성 김범행(金範行)
        - (증손자) 홍주목사 김이호(金履鎬)
- (외조부) 해주목사 기주 나성두(羅星斗)